# Перлес, Иосиф
Иосиф Перлес (1835—1894) — венгерский раввин и разносторонний ученый. Автор работ по библейской экзегезе, еврейской филологии и археологии, истории раввинской литературы, сравнительной этнографии и др.

## Биография
Родился в Байе (Венгрия) в 1835 году. Начальное образование получил в родном городе под руководством своего отца рабби Барух-Ашера Перлеса (Baruch Asher Perles, 1789—1857); дальнейшее образование получил в бреславльской раввинской семинарии и тамошнем университете.
В 1862 году стал раввином в Познани (Brüdergemeinde), а с 1871 г. состоял раввином в Мюнхене, где и умер в 1894 г.

## Память
В его память был основан «Perles-Stiftung» — фонд, занимающийся благотворительностью и преподаванием.

## Труды
- «Über den Kommentar des R. Moses ben Nachmann zum Pentateuch u. über sein Verhältniss zum Pentateuch-Kommentar Raschi’s», Monatsschrift, VII, 1858, 81—97, 117—136 (премированная работа, дополнения к нему в Monatsschrift, XI, 175—195)[3].
- «Meletemata Peschitthoniana» (Бреславль, 1859)
- «Die Peschittho des Alten Testamentes» (Ben Chananja, II, 371—378);
- «Beiträge zur talmudischen Sprachforschung u. Altertumskunde» (Ben Chananja, II и III);
- "Die Leichenfeierlichkeiten im nachbiblischen Judentümer (ib., X, 345—355; имеется английский перевод, Нью-Йорк, 1875);
- «Salomo b. Abraham ben Adereth» (Бреславль, 1863);
- «Geschichte d. Juden in Polen» (Monatsschrift, XIII и ХIV и отдельно, Бреславль, 1865; одна из лучших монографий по истории евреев в Польше);
- «Die Judenverjagung aus Prag, 1744» (ib., ХV, 231 и сл.);
- «Urkunden zur Geschichte der jüdischen Provinzial-Synode in Polen» (ib., XVI);
- «Die Leichenverbrennung in den alten Bibelversionen» (ib., XVIII, 76—81);
- "Etymologische Studien zur Kunde der rabbinischen Sprache u. Altertumskunde (ib., XIX);
- «Rabbinische Agadas in 1001 Nacht. Ein Beitrag zur Geschichte der Wandlung orientalischer Märchen» (ib., XXII);
- «Zur rabbinischen Sprach- u. Sagenkunde» (Бреславль, 1873);
- «Das Buch Arugath ha-Bosem des Abraham ben Asriel» (Кротошин, 1877);
- «Kalonymos b. Kalonymos Sendschreiben an Josef Kaspi», 1879;
- «Eine neuerschlossene Quelle über Uriel Akosta» (Кротошин, 1877);
- «Beiträge zur Geschichte der hebräischen u. aramäischen Studien» (Мюнхен, 1884);
- «Die Berner Handschrift des Kleinen Aruch» (Jubelschrift-Grätz, I, 1—38);
- «Ahron b. Gerson Aboulrabi» (REJ., XXII);
- «Beiträge zur rabbinischen Sprach- u. Altertumskunde» (Monatsschrift, XXXVIII);
- «Jüdisch-byzantinische Beziehungen» (Byzantinische Zeitschrift, II);
- «Predigten» (Мюнхен, 1896) и многие др.[3]

Πерлес издал также «Biure Onkelos» своего тестя Симон-Баруха Шефтеля (S. B. Schefftel, 1888).